# Sunnyside (Pretoria)
Sunnyside is een buitenwijk van de Zuid-Afrikaanse stad Pretoria.
De wijk ligt ten oosten van de stadskern, met de Beatrixstraat als westelijke grens, Arcadia als noordelijke grens en de Kirknessstraat als oostelijke grens met Hatfield.